# Deutsches Bienenmuseum Weimar

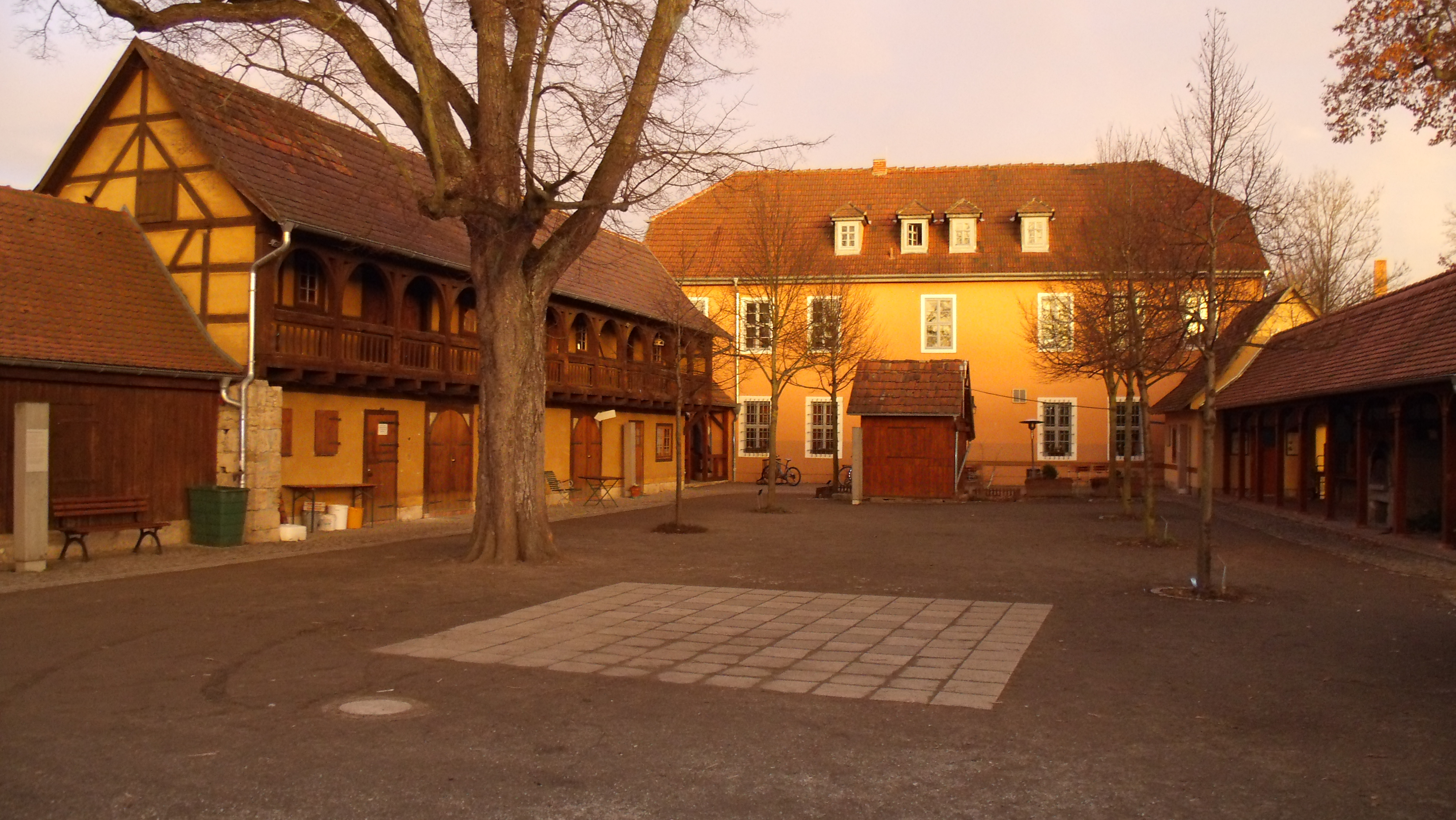
Deutsches Bienenmuseum Weimar, Gebäude vom Hof her gesehen

Das Deutsche Bienenmuseum Weimar zeigt die verschiedenen Aspekte der Imkerei. Es wurde 1907 als „Reichs-Bienenzuchtmuseum“ des Deutschen Imkerbundes durch den Pfarrer Ferdinand Gerstung gegründet, der auch „Bienenvater“ genannt wurde. Es hat die Hausnummer Ilmstraße 3.

## Geschichte und Beschreibung

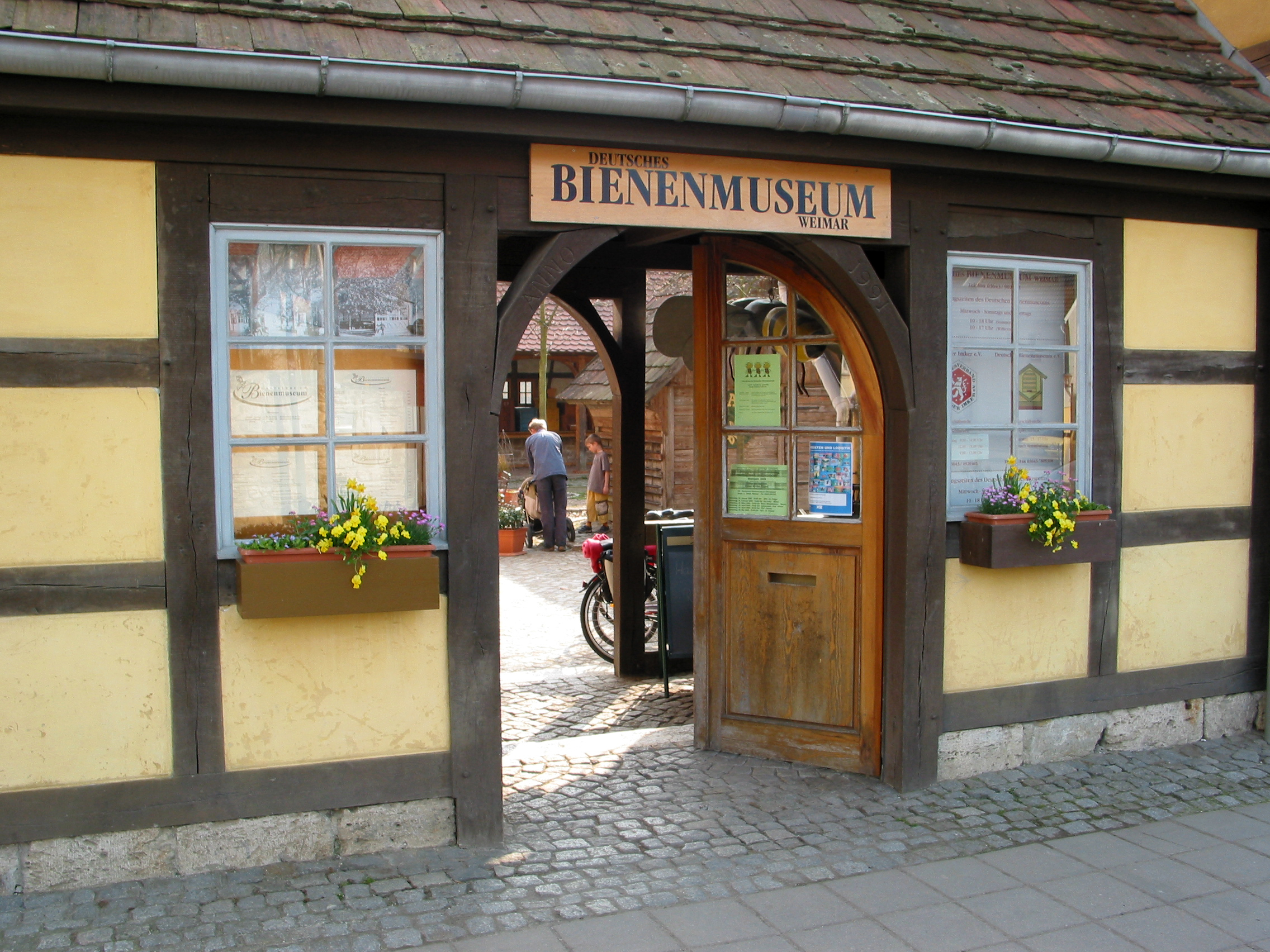
Museumseingang

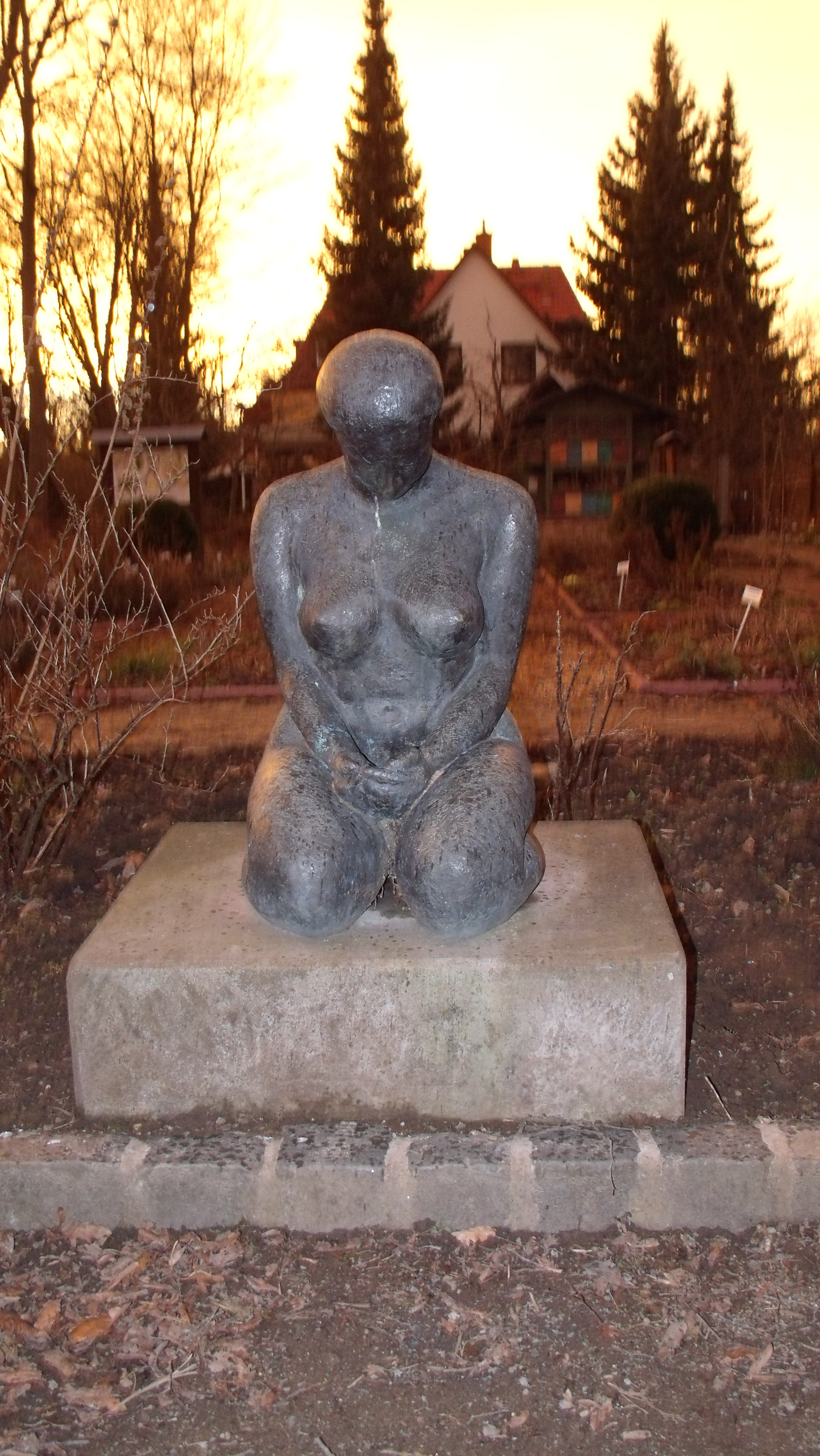
Skulptur Die Bewahrende (Winfried Kirches)

Die Toreinfahrt Gebäude nennt eine Inschrift mit dem Jahr 1677. Es entstand somit unmittelbar nach dem Dorfbrand 1676.
Seit 1957 befindet sich das Museum in dem ehemaligen Gasthof Goldener Schwan im Ortsteil Oberweimar. Von 1947 bis 1951 befand sich hier die Lehmbauschule. 1973 musste es wegen Baufälligkeit geschlossen werden. Im Jahr 1985 wurden Gebäude und Grundstück von der Stadt Weimar aufgekauft, um nach einer umfangreichen Sanierung 1994 den Betrieb wieder aufzunehmen. Nachdem die Stadt 2003 das Bienenmuseum aus finanziellen Gründen erneut aufgab, wurde es am 1. April 2005 in Trägerschaft des Landesverbandes Thüringer Imker e. V. (Mitglied im Deutschen Imkerbund) wiedereröffnet.
Die Dauerausstellung des Museums, die durch wechselnde Sonderausstellungen ergänzt wird, enthält Ausstellungsstücke und Erläuterungen zu biologischen, geschichtlichen und technischen Aspekten der Bienenzucht. Dabei werden Verbindungen zu anderen Bereichen menschlichen Lebens hergestellt, wie Ernährung, Kunst und Volkskunst, Religion und Philosophie, Politik und Ökologie. Es gibt auch eine eigene „Kinderstrecke“. Im Außenbereich ist neben Bienenhäusern und Wagen ein Bienenweide-Garten zu besichtigen.
Das Weimarer Bienenmuseum besitzt die größte Figurenbeuten-Sammlung der Welt und den letzten erhaltenen Wachshammer von 1637, der noch bis ins Jahr 1912 in dem Berg- und Schuhmacherstädtchen Siebenlehn regelmäßig in Betrieb war. Es ist gleichzeitig Fortbildungsstätte für die Imkerschaft der Region und richtet jährlich einen Bienen- und einen Adventsmarkt aus.
Im Hof des Museums steht u. a. Die Bewahrende, eine Bronzeplastik von Winfried Kirches. Sie wurde im September 1991 in einer „Obstallation“ künstlerisch in Szene gesetzt ihrem Standort übergeben.